# Sekodontozaur
Sekodontozaur (Secodontosaurus) – nazwa rodzajowa żyjącego we wczesnym permie drapieżnego pelykozaura z rodziny Sphenacodontidae. Swą budową przypominał swoich najbliższych krewnych, jak sfenakodon czy dimetrodon. Tak samo jak one posiadał on żagiel na grzbiecie. Jednak cechą, która odróżnia go od nich jest budowa jego czaszki, która była niska i wąska. Fakt ten łączy się zapewne z nieokreśloną strategią łowiecką zwierzęcia. Sądzi się, że mógł polować na zwierzęta zagrzebujące się w ziemi. Niewykluczone jest jednak, że polował na ryby, podobnie jak waranozaur, czy ofiakodon.